# Tarsius spectrumgurskyae
Tarsius spectrumgurskyae és una espècie de primat de la família dels tarsers (Tarsiidae). És endèmic de Sulawesi (Indonèsia). Té la cua de 213–268 mm i un pes de 95–126 g. Es distingeix d'altres espècies de tarsers per les seves vocalitzacions, la seva distribució i els seus trets genètics. Es calcula que divergí de l'espècie T. supriatnai fa uns 300.000 anys. El seu nom específic, spectrumgurskyae, significa 'espectre de Gursky' en llatí.